# Release Therapy
Release Therapy — шестой студийный альбом Лудакриса, вышедший 26 сентября 2006 года. Альбом получил премию Грэмми как «Лучший рэп-альбом» на 49 церемонии «Грэмми».

## Синглы
Первый сингл «Money Maker», который был подготовлен совместно с Pharrell’ом, был выпущен в США 17 июля 2006 года. Сингл попал в Billboard Hot 100, Hot R&B/Hip-Hop Songs, Hot Rap Tracks и Hot 100 Airplay.
Вторым синглом был «Grew Up a Screw Up» с Young Jeezy.
Третий сингл «Runaway Love» с участием Mary J. Blige достиг 2-й строчки в Billboard Hot 100.

## Продажи
Альбом дебютировал на первой строчке Billboard 200. Было продано более 344 000 экземпляров альбома. По состоянию на май 2007 года, в США было продано свыше 1,8 млн экземпляров.

## Список композиций
| №   | Название                | Длительность |
| --- | ----------------------- | ------------ |
| 1.  | «Warning»               | 2:30         |
| 2.  | «Grew Up a Screw Up»    | 3:59         |
| 3.  | «Money Maker»           | 3:50         |
| 4.  | «Girls Gone Wild»       | 3:36         |
| 5.  | «Ultimate Satisfaction» | 4:20         |
| 6.  | «Mouths to Feed»        | 4:18         |
| 7.  | «End of the Night»      | 4:37         |
| 8.  | «Woozy»                 | 5:18         |
| 9.  | «Tell It Like It Is»    | 3:56         |
| 10. | «War with God»          | 4:30         |
| 11. | «Do Your Time»          | 5:15         |
| 12. | «Slap»                  | 4:40         |
| 13. | «Runaway Love»          | 4:40         |
| 14. | «Freedom of Preach»     | 7:07         |

## Чарты
Альбом
| Чарт                                  | Позиция |
| ------------------------------------- | ------- |
| U.S. Billboard 200                    | 1       |
| U.S. Billboard Top R&B/Hip-Hop Albums | 1       |
| U.S. Billboard Top Rap Albums         | 1       |